# HP-GL
HP-GL, або ж HP/GL чи HPGL (скорочено від Hewlett-Packard Graphics Language) — це мова керування принтером, створена компанією Hewlett-Packard (HP). HP-GL була основною мовою керування принтером, яку використовували плотери HP. Вона була представлена разом з плотером HP-9872 у 1977 році і стала стандартом майже для всіх плотерів. Принтери Hewlett-Packard також зазвичай підтримують HP-GL/2 на додаток до PCL.

## Дизайн

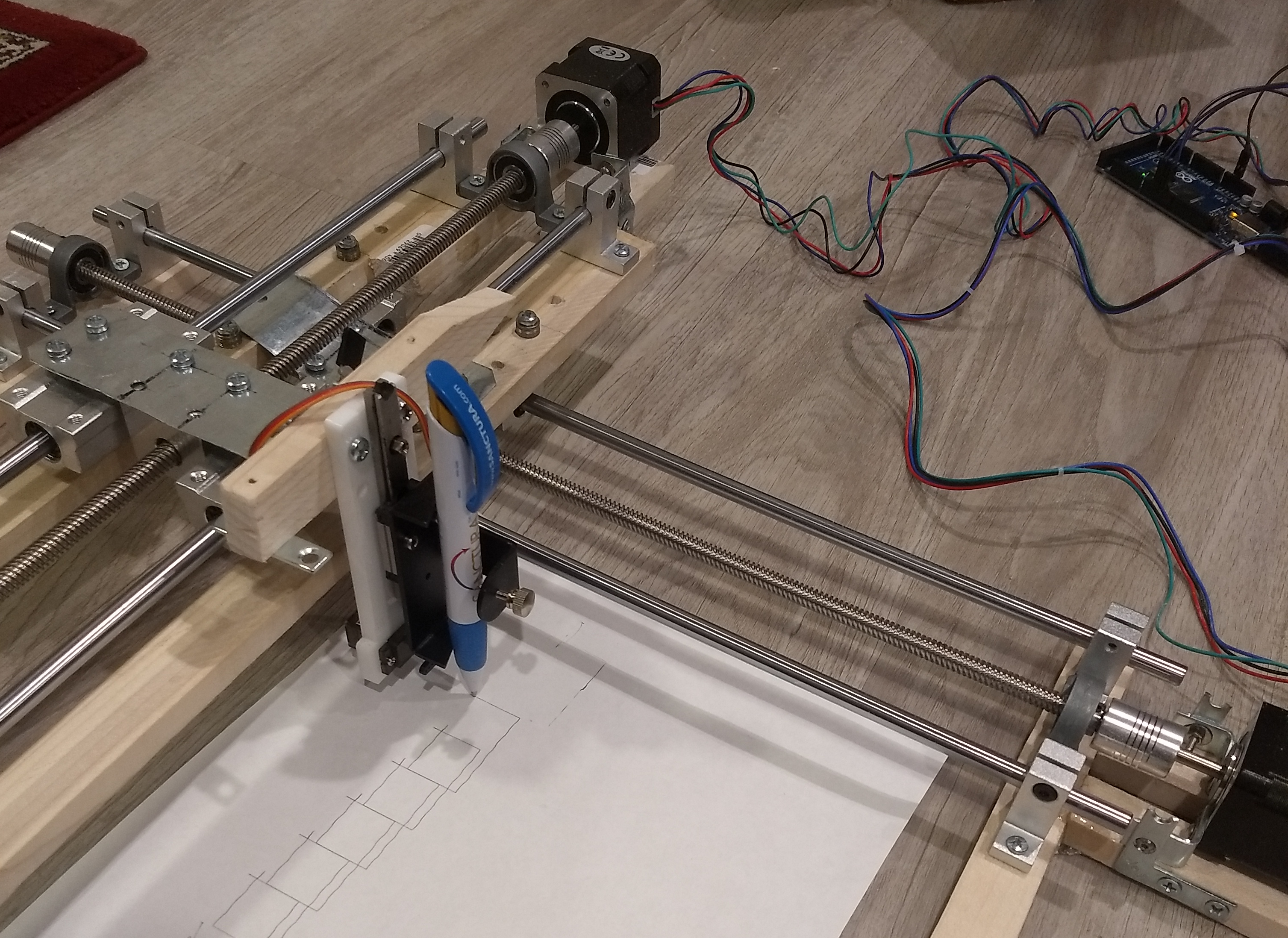
Саморобний ручковий плотер.

### HP-GL
Мова формується з серії кодів двох букв (мнемоніки), за якими йдуть не обов'язкові параметри. Наприклад, дугу можна намалювати на сторінці, надіславши рядок:
AA100,100,50;
Це означає Arc Absolute, і параметри розміщують центр дуги в абсолютних координатах 100,100 на сторінці з початковим кутом 50 градусів, виміряним проти годинникової стрілки. Четвертий не обов'язковий параметр (тут не використовується) визначає, наскільки далеко триває дуга, і за замовчуванням він становить 5 градусів.
Система координат базувалася на найменших одиницях, які міг підтримувати один із плотерів HP, і була встановлена на 25 мкм (тобто 40 одиниць на міліметр, 1016 на дюйм). Координатним простором були додатні та від'ємні числа з рухомою комою, зокрема ±230. Відлік координат визначається в усі боки від початку координат, який знаходиться у центрі системи координат.
Коли HP-GL був вперше представлений, він містив такі команди:
| Команда               | Значення                                       |
| Група векторів        | Група векторів                                 |
| --------------------- | ---------------------------------------------- |
| PA x,y{,x,y{...}}     | Малювання в абсолютних координатах [i]         |
| PR x,y{,x,y{....}}    | Малювання у відносних координатах [i]          |
| PD                    | Ручка вниз                                     |
| PU                    | Ручка вгору                                    |
| Група символів        |                                                |
| CA n                  | Призначити альтернативний набір символів n [i] |
| CP пробіли, лінії     | Малювання символу [d]                          |
| CS m                  | Позначте стандартний набір m [i]               |
| DI пробіг, підйом     | Абсолютний напрямок [d]                        |
| DR пробіг, підйом     | Відносний напрямок [d]                         |
| LB c, … , c           | Позначте рядок ASCII [c]                       |
| SA                    | Виберіть альтернативний набір символів         |
| SI ширина, висота     | Абсолютний розмір символу [d]                  |
| SL tan θ              | Абсолютний нахил символу (від вертикалі) [d]   |
| SR широкий, високий   | Відносний розмір символу [d]                   |
| SS                    | Виберіть стандартний набір символів            |
| UC x, y, ручка {, …}  | Визначений користувачем символ [i]             |
| Група типів ліній     |                                                |
| LT t{,l}              | Позначте тип лінії t і довжину l [d]           |
| SM c                  | Режим символів [c]                             |
| SP n                  | Виберіть ручку [i]                             |
| VA                    | Адаптивна швидкість                            |
| VN                    | Нормальна швидкість                            |
| VS v{,n}              | Виберіть швидкість v для пера n [i]            |
| Група оцифрування     |                                                |
| DC                    | Оцифрувати чітко                               |
| DP                    | Оцифрувати точку                               |
| OC                    | Виведення поточної позиції та стану пера       |
| OD                    | Виведення оцифрованого статусу точки та пера   |
| Вісі                  |                                                |
| TL tp{,tn}            | Довжина кліща [d]                              |
| XT                    | Позначка осі X                                 |
| YT                    | Позначка осі Y                                 |
| Група налаштування    |                                                |
| IP p1x, p1y, p2x, p2y | Вхід p1 і p2 [i]                               |
| IW xlo, ylo, xhi, yhi | Вікно введення [i]                             |
| OP                    | Вихід p1 і p2 [i]                              |
| Статус конфігурації   |                                                |
| AP                    | Автоматичний прийом пера [i]                   |
| DF                    | Встановіть значення за замовчуванням           |
| IM e{,s{,p}}          | Введіть маски e, s і p [i]                     |
| IN                    | Ініціалізувати                                 |
| OE                    | Помилка виведення [i]                          |
| OS                    | Статус виходу [i]                              |

| SI w, h | встановити ширину і висоту символів |

Формати:
- [i]: формати цілих чисел від -32767 до 32768. Без коми.
- [d]: десятковий формат між +/- 127,9999. Додаткова десяткова кома.
- [c]: символ ASCII

### HP-GL/2
Оригінальна мова HP-GL не підтримувала визначення ширини лінії, оскільки цей параметр визначався ручками, завантаженими в плотер. З появою перших струменевих плотерів ширину лінії для «ручок», зазначених у файлах HP-GL, потрібно було встановлювати на принтері, щоб він знав, яку ширину лінії друкувати для кожної ручки, — громіздкий і схильний до помилок процес. Разом з Hewlett-Packard Graphics Language/2 (скорочено HP-GL/2) визначення ширини лінії було введено в мову та дозволило скасувати цей крок. Крім того, серед інших удосконалень було визначено двійковий формат файлу, який дозволяв створювати файли меншого розміру та скорочувати час передачі файлів, а мінімальну роздільну здатність було зменшено.
У HP-GL/2, на відміну від HP-GL, відлік координат визначається вниз і вправо від початку координат, який знаходиться у лівому верхньому куті системи координат.

## Приклади
Типові файли HP-GL починаються з кількох команд налаштування, за якими йде довгий ряд графічних команд. Файл був у форматі ASCII (текстовий файл), наприклад:
| Команда                    | Значення                                                                              |
| -------------------------- | ------------------------------------------------------------------------------------- |
| IN;                        | ініціалізувати, розпочати роботу з малювання                                          |
| IP;                        | встановіть точки масштабування (P1 і P2) на положення за замовчуванням                |
| SP1;                       | виберіть ручку 1                                                                      |
| PU0,0;                     | підніміть ручку вверх і перейдіть до початкової точки для наступної дії               |
| PD100,0,100,100,0,100,0,0; | опустіть ручку вниз і перейдіть до наступних місць (намалюйте рамку навколо сторінки) |
| PU50,50;                   | підніміть ручку вгору та перейдіть до координат X, Y 50,50                            |
| CI25;                      | намалюйте коло радіусом 25                                                            |
| SS;                        | вибрати стандартний набір символів                                                    |
| DT*,1;                     | встановіть роздільник тексту на зірочку та не друкуйте їх (1, що означає «вірно»)     |
| PU20,80;                   | підніміть ручку та перейдіть до 20,80                                                 |
| LBHello World*;            | намалювати мітку                                                                      |

| Команда     | Значення                                                      |
| ----------- | ------------------------------------------------------------- |
| NPx         | кількість ручок; х=1.. 256                                    |
| PCx, r,g, b | колір ручки; x=ручка, r=червоний, g=зелений, b=синій, 0.. 255 |
| PWw, x      | ширина пера; w=ширина пера в мм з десятковою комою, x=перо    |

## AGL
HP-GL пов'язаний з AGL (A Graphics Language), розширенням мови програмування BASIC. AGL був імплементований на міні-комп'ютерах Hewlett-Packard для спрощення керування плотером. Команди AGL описують функцію потрібну для графічної побудови, яку комп'ютер передає плотеру у вигляді кількох інструкцій HP-GL.

## Програмне забезпечення
Експорт та імпорт файлів у форматах HP-GL та HP-GL/2 підтримують більшість сучасних САПР та редакторів векторної графіки. Серед таких програм є також і вільне програмне забезпечення:
- FreeCAD: експорт.
- Inkscape: імпорт та експорт (збереження).
- LibreOffice: імпорт.
- QCAD: експорт.
- sK1: імпорт та експорт.
- SolveSpace: експорт.
- UniConvertor: конвертування в інші формати.

Також створено спеціалізовані переглядачі файлів HP-GL та HP-GL/2, зокрема організація CERN створила переглядач HP-GL Viewer (або ж Designer viewer), який безкоштовно доступний на сайті організації для операційних систем Windows (також працює у Wine), Linux та Mac OS і може конвертувати файли HP-GL та HP-GL/2 з одного в інший, а також у формати DXF, Encapsulated PostScript, PostScript та Computer Graphics Metafile.

## Цікаві факти
- Мови керування HP-GL та HP-GL/2 працюють у двомірній системі координат (X, Y), за виключенням команд підняття та опускання ручки (два положення по осі Z). Внаслідок цього такий формат також підходить для 2-осьових різальних плотерів (для паперу, плівок, листових пиломатеріалів та металопрокату тощо), у тому числі лазерних та гравіювальних CNC-верстатів.
- Для 3-осьових (X, Y, Z), багатоосьових (4 і більше осей) і багатофункціональних мультиінструментальних верстатів з числовим програмним керуванням замість HP-GL та HP-GL/2 використовується мова керування G-code.